# Ömer Özsoy

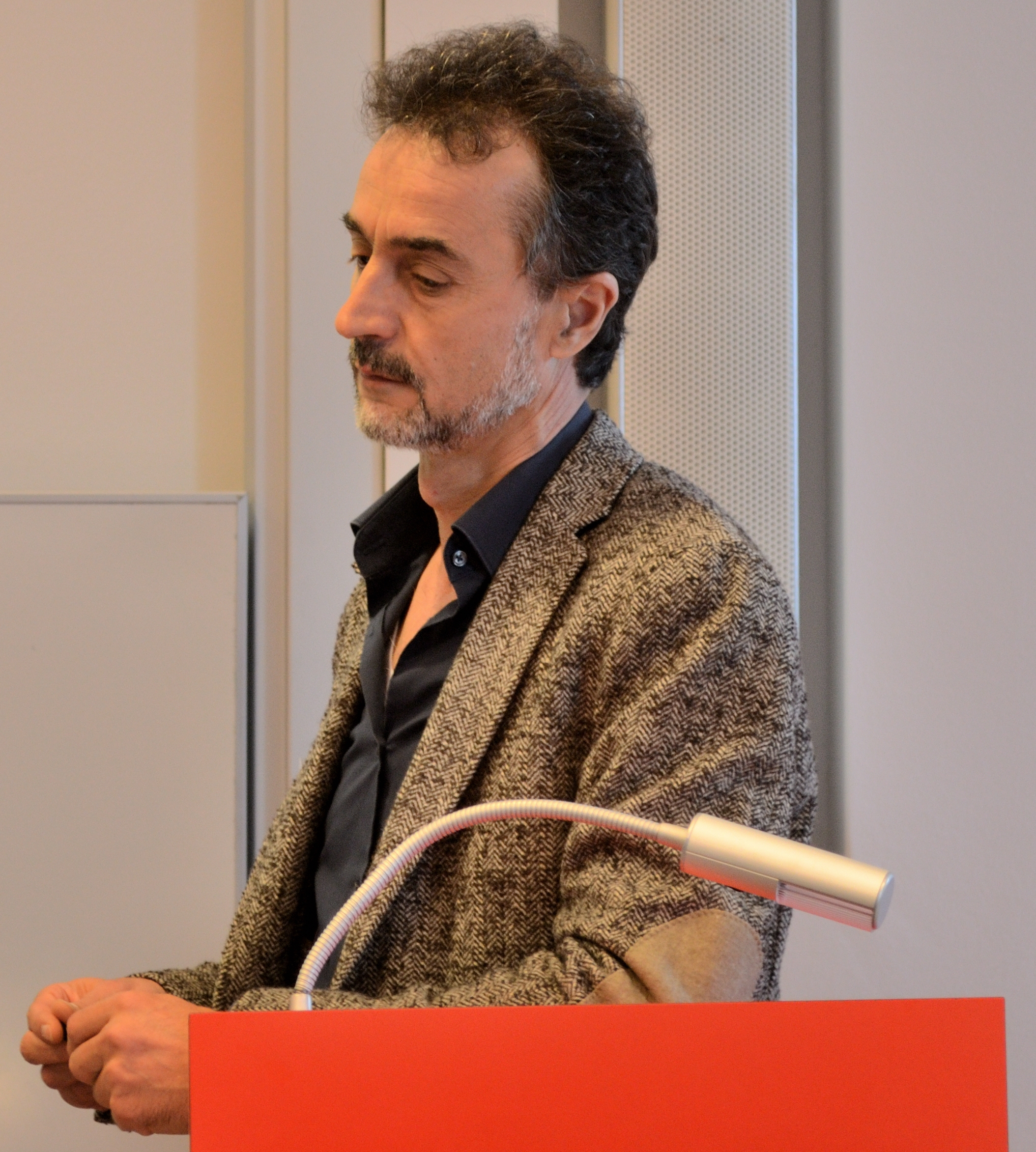
Ömer Özsoy (2014)

Ömer Özsoy (* 17. Mai 1963 in Bünyan (Kayseri), Türkei) ist ein islamischer Theologe. Seit 2006 ist er erster muslimischer Theologieprofessor auf einem Lehrstuhl in Deutschland. Seit 2012 hat er die Professur für Koranexegese am Fachbereich Sprach- und Kulturwissenschaften an der Johann Wolfgang Goethe-Universität Frankfurt am Main inne.

## Leben und Leistungen
Ömer Özsoy studierte nach seinem Abitur in Kayseri in Ankara an der Theologischen Fakultät der Universität Ankara im Fachbereich Islamische Theologie und Philosophie. 1991 promovierte er mit dem Thema Über die Bedeutungsverschiebung eines koranischen Ausdrucks: sunnatullāh. 1996 wurde er Dozent für Koranexegese an der Theologischen Fakultät der Universität Ankara, seit 2004 lehrt er dort als Professor. 2005 forschte er als Stipendiat am Seminar für Arabistik der Universität Göttingen. Von 2006 bis 2012 war er Stiftungsprofessor zunächst für Islamische Religion, dann für Genese und Exegese des Koran an der Goethe-Universität Frankfurt. Seit 2012 ist er ordentlicher Professor für Koranexegese.
Seit dem Jahr 2009 besteht an der Frankfurter Goethe-Universität im Fachbereich Sprach- und Kulturwissenschaften das Institut für Studien der Kultur und Religion des Islam. Die dort eingerichtete Stiftungsprofessur und die Stiftungsgastprofessur wurden von dem türkischen Präsidium für Religiöse Angelegenheiten (Diyanet Isleri Baskanligi) finanziert. 2012 wurde im Rahmen einer Kooperation zwischen der Frankfurter Goethe-Universität und der Gießener Justus-Liebig-Universität das Zentrum für Islamische Studien (ZEFIS) gegründet, das seitdem vom Bundesministerium für Bildung und Forschung gefördert wird. Ömer Özsoy hat eine der fünf im Zentrum zusammengefassten Professuren inne, die beiden aus der Türkei finanzierten Stiftungsprofessuren bestehen nicht mehr.
Die von Özsoy mit vertretene theologische Richtung wird als Schule von Ankara bezeichnet. Über seine theologischen Positionen heißt es: „Nur etwa zehn Prozent dessen, was der Koran aussagen will, ließe sich auch im Text finden, der Rest sei vor dem Hintergrund der jeweiligen Zeit interpretationsbedürftig. Der Koran wird von Özsoy daher nicht als zeitlos und universell gültig betrachtet. Und mit dieser historisch-kritischen Sichtweise eckt der Koranexperte denn auch bei konservativen Muslimen an, die alle koranischen Handlungsanweisungen grundsätzlich auch für die Gegenwart reklamieren.“